# Josef Čipera
Josef Čipera (Rakovník, 12. siječnja 1888. - ?), mačevalac koji se natjecao na Olimpijskim igrama za Bohemiju. Nastupio je u disciplinama sablja momčadski na Olimpijskim igrama 1912.